# Шемет, Александр
Александр Шемет (1800— 21 ноября 1835) — польский историк-востоковед. 
Был профессором в Краковском университете. Из многочисленных трудов Шемета, изданных на латинском, польском и французском языках, более всего известна работа «Historia rerum Abbassidarum» (рус. «История Аббасидов», Париж, 1823).
Состоял в Королевских азиатских обществах Лондона и Парижа. Умер в Гельсингфорсе, Великое княжество Финляндское. При жизни признавался одним из наиболее выдающихся ориенталистов.